# مايا فوربس
مايا فوربس (بالإنجليزية: Maya Forbes)‏ هي كاتبة سيناريو ومخرجة أمريكية، ولدت في 23 يوليو 1968 في كامبريدج في المملكة المتحدة.

## وصلات خارجية
- مايا فوربس على موقع IMDb (الإنجليزية)
- مايا فوربس على موقع ميوزك برينز (الإنجليزية)
- مايا فوربس على موقع قاعدة بيانات الفيلم (الإنجليزية)